# Natalie Wood
Natalie Wood vlastním jménem Natalija Nikolajevna Zacharenko (20. července 1938 San Francisco – 29. listopadu 1981 Santa Catalina) byla americká herečka rusko-ukrajinského původu.

## Život

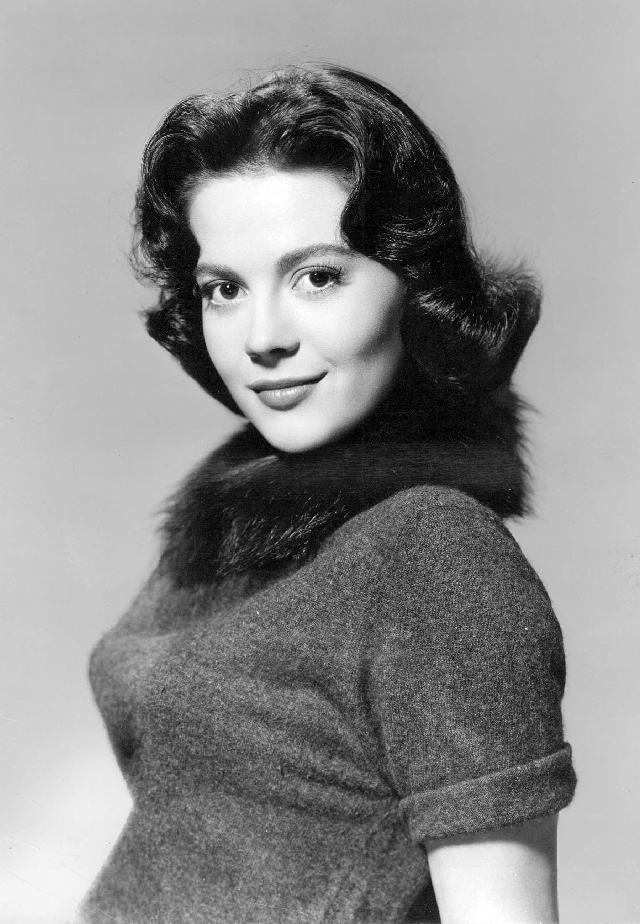
Natalie Woodová v roce 1958

Narodila se 20. července 1938 v San Franciscu jako dcera Marie Zudilovové a tesaře Nicholase Zacharenka. Její matka byla původem z Ruska z města Barnaul a krátce po vypuknutí ruské občanské války s rodinou uprchla a usadila se v čínském městě Charbin, kde se v roce 1925 provdala za svého prvního manžela, arménského mechanika Alexandra Tatuloffa. V roce 1928 se jim narodila dcera Olga a o dva roky později přijeli do Ameriky. Rozvedli se v roce 1936.
Nataliin otec byl také Rus, narodil se v Ussurijsku a před bolševiky s rodinou uprchl také do Číny, do Šanghaje. Jeho otec byl zabit při pouliční bitvě ve Vladivostoku, jeho ovdovělá matka se v roce 1927 znovu provdala a o pět let později se celá rodina přestěhovala též do USA.
Nataliini rodiče se vzali v únoru 1938 a o čtyři roky později koupili dům ve městě Santa Rosa, kde si Natalie také všimli členové štábu při natáčení válečného dramatu Happy Land (1943), kteří zrovna potřebovali nějakou malou holčičku do komparzu. Přestože její minirole vyžadovala pouze pár vteřin plakat nad spadlou zmrzlinou na režiséra Irvinga Pirchela zřejmě udělala dojem a na další dva roky tak zůstal s její matkou v kontaktu, kvůli případným dalším rolím.
Po dvou letech se nakonec ozval a pozval Natalie na kamerové zkoušky do Los Angeles. Její matka z toho byla však tak nadšená, že se rovnou celá rodina do Los Angeles přestěhovala. Tehdy sedmiletá Natalie dostala roli ve film-noiru Zítra je navždy (1946), kde hrála německého sirotka, který přežil druhou světovou válku. I herec Orson Welles, jež hrál hlavní roli o ní pronesl, že má opravdu velký herecký talent. Po dalším filmu The Bride Wore Boots (1946) jí přišla nabídka na roli v rodinné komedii Zázrak v New Yorku (1947), která se stala v dětství jejím nejznámějším filem. Během natáčení se také spřátelila s tehdejší hvězdou Maureen O'Harovou a z filmu se brzy poté stala vánoční klasika.

Již v necelých 10 letech se tak stala jednou z nejlepších dětských hvězd v Hollywoodu a za další čtyři roky se objevila v celkem 17 filmech, ve kterých hrála povětšinou role dcer či mladších sester. I přesto se jí však muselo dostávat základního vzdělání a tehdejší zákon vyžadoval alespoň tří hodiny školy denně.  

„Vždycky jsem se cítila provinile, když jsem věděla, že tým jen sedí a čeká, až si odbydu své tři hodiny. Jakmile nás učitel pustil, běžela jsem na natáčení tak rychle, jak jsem jen mohla.“ 
V mládí hrála také významnou roli její matka, která jí se vším pomáhala a řídila její kariéru i poté, co jí studio přiřadilo agenty.
I během dospívání se Natalie dokázala uplatnit v mnoha dalších filmech i televizních seriálech (např. The Pride of the Family (1953) či Mayor of the Town (1954)). V 16 letech také úspěšně přešla z dětské filmové hvězdy na dospělou filmem Rebel bez příčiny (1955), kde si zahrála po boku Jamese Deana. Tento snímek se stal také prvním filmem, který si Natalie sama vybrala, i přestože její rodiče byli proti a také za něj byla i nominována na Oscara pro nejlepší herečku ve vedlejší roli.
O rok později absolvovala na střední škole a podepsala smlouvu se studiem Warner Bros. To ji však dosazovalo pouze do vedlejších rolí něčích přítelkyň, což ji zakrátko přestalo bavit. Ani pokusy sloučit ji s některým z herců (The Burning Hills (1956), The Girl He Left Behind (1956) a Bombardéry B-52 (1957)) nedopadly nejlépe.
Po následujících snímcích Marjorie Morningstar (1958) a Králové jsou vpředu (1958) další roli odmítla a studio ji proto na dva roky pozastavilo smlouvu. Po dramatu All the Fine Young Cannibals (1960) její kariéra však stejně ztratila dynamiku a Natalie zůstala stát bez větších nabídek na role.
Naštěstí ji nabídl roli režisér Elia Kazan a jeho romantický snímek Třpyt v trávě (1961) Nataliinu kariéru opět rozjel. Za své výkony také získala nominaci na Oscara, na Zlatý glóbus i na cenu BAFTA pro nejlepší herečku v hlavní roli. Na tyto úspěchy navázala dalším snímkem West Side Story (1961), který sklidil velké kritické i kasovní úspěchy, a také získal mnoho nominací a výher. A i Gypsy (1962), jako třetí snímek v řadě, nepřišel s oceněními zkrátka.
Za celou dekádu natočila celkem 12 filmů a v září 1970 také porodila svou jedinou dceru. Počátkem 70. let se začala více soustředit na televizní produkci a za miniséri From Here to Eternity (1979) dokonce získala Zlatý glóbus.
Během natáčení sci-fi thrilleru Brainstorm (1983) však tragicky zahynula. Dne 28. listopadu 1981 byla na výletě se svým manželem Robertem Wagnerem na jeho jachtě Splendor poblíž ostrova Santa Catalina. Její tělo bylo nalezeno s malým nafukovacím člunem následujícího dne v 8 hodin ráno zhruba jednu míli od lodi. Dosud je stále spousta okolností okolo její smrti nejasná. Podle koronera bylo příčinou její smrti náhodné utonutí a podchlazení. Natalie Woodová totiž nikdy neuměla plavat.

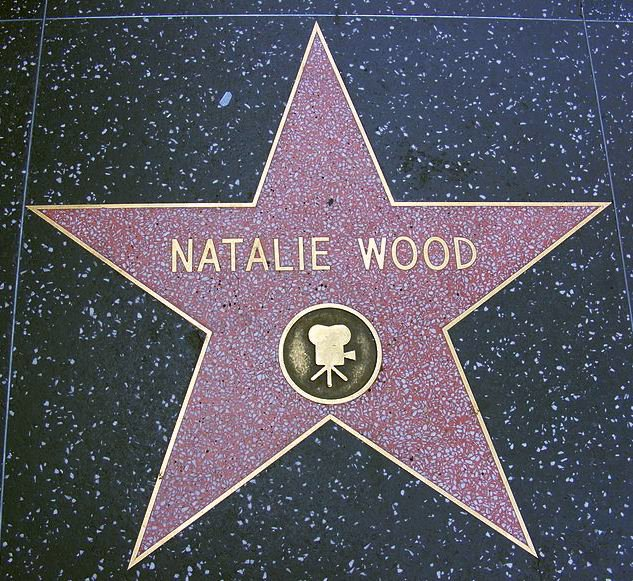
Hvězda Natalie Woodové na Hollywoodském chodníku slávy

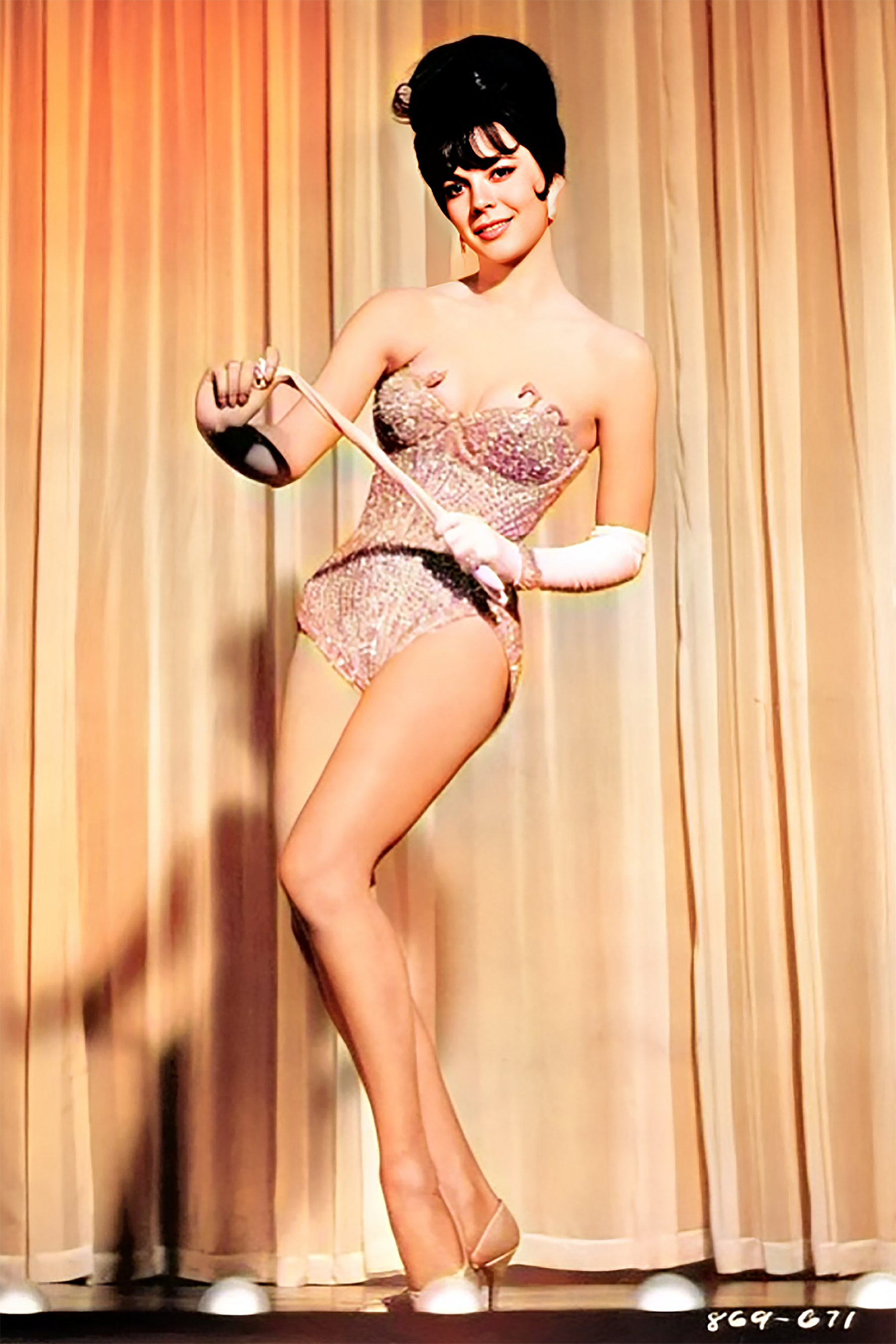
Natalie Woodová ve filmu Gypsy (1962)

## Filmografie (výběr)
- 1947 Zázrak v New Yorku (režie George Seaton)
- 1947 Driftwood (režie Allan Dwan)
- 1952 The Star (režie Stuart Heisler)
- 1952 The Rose Bowl Story (režie William Beaudine)
- 1955 Rebel bez příčiny (režie Nicholas Ray)
- 1956 Stopaři (režie John Ford)
- 1956 A Cry in the Night (režie Frank Tuttle)
- 1956 The Burning Hills (režie Stuart Heisler)
- 1956 The Girl He Left Behind (režie David Butler)
- 1957 Bombardéry B-52 (režie Gordon Douglas)
- 1958 Marjorie Morningstar (režie Irving Rapper)
- 1958 Králové jsou vpředu (režie Delmer Daves)
- 1960 Cash McCall (režie Joseph Pevney)
- 1960 All the Fine Young Cannibals (režie Michael Anderson a Vincente Minnelli)
- 1961 Třpyt v trávě (režie Elia Kazan)
- 1961 West Side Story (režie Robert Wise a Jerome Robbins)
- 1962 Gypsy (režie Mervyn LeRoy)
- 1963 Muž, o němž nic nevím (režie Robert Mulligan)
- 1964 Sex and the Single Gir (režie Richard Quine)
- 1965 Velké závody (režie Blake Edwards)
- 1965 Jaká je Daisy Cloverová (režie Robert Mulligan)
- 1966 Zakázaný majetek (režie Sydney Pollack)
- 1966 Penelope (režie Arthur Hiller)
- 1969 Bob a Carol a Ted a Alice (režie Paul Mazursky)
- 1975 Peeper (režie Peter Hyams)
- 1979 Meteor (režie Ronald Neame)
- 1980 Willie a Phil (režie Paul Mazursky)
- 1983 Brainstorm (režie Douglas Trumbull)